# Dušan Žáček
Dušan Žáček (* 8. června 1961, Šumperk, Československo) je bývalý český basketbalista. Má syna Jana.
V československé první lize basketbalu se umístil na 64. místě v tabulce střelců s 3284 body a odehrál 6 ligových sezón, z toho za Spartu Praha 5 sezón (1977-1982) a jednu sezónu za Duklu Olomouc (1982-1983). V dresu ligové Sparty zaznamenal 2822 bodů. Za reprezentační družstvo Československa hrál na Mistrovství Evropy juniorů v roce 1978 (137 bodů v 7 zápasech, Československo na 7. místě) a v roce 1980 (124 bodů v 7 zápasech, Československo na 8. místě). 
Za reprezentační družstvo mužů hrál na Letních olympijských hrách 1980 (31 bodů ve 3 zápasech, Československo na 9. místě) a na Mistrovství světa 1982 (39 bodů v 6 zápasech, Československo na 10. místě). Celkem má na svém kontě 69 reprezentačních startů.

## Hráčská kariéra

### Kluby
- 1977-1982 BC Sparta Praha, 5 sezón, 2822 bodů
- 1982-1983 Dukla Olomouc, 462 bodů, tým na 4. místě 1. ligy Československa

### Československo - junioři
- Mistrovství Evropy juniorů 1978 (137 bodů v 7 zápasech), Československo na 7. místě
- Mistrovství Evropy juniorů 1980 (124 bodů v 7 zápasech), Československo na 8. místě

### Československo
- Olympijské hry 1980, (31 bodů ve 3 zápasech), Československo na 9. místě
- Mistrovství světa 1982 (39 bodů v 6 zápasech), Československo na 10. místě

Celkem 69 utkání za reprezentační družstvo Československa mužů